# John McCormack (Sänger)

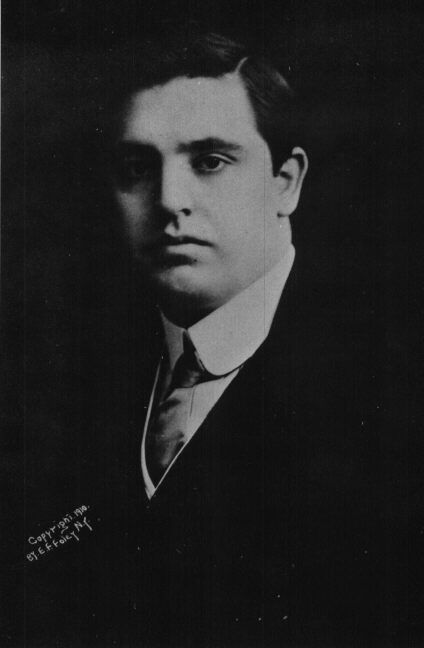
John McCormack (1910)

John Francis McCormack (* 14. Juni 1884 in Athlone, Irland; † 16. September 1945 in Dublin) war ein irischer Opernsänger (Tenor).

## Leben
John McCormack war das vierte von elf Kindern. Seine Eltern Andrew McCormack und Hannah Watson arbeiteten in Mühlen. Sie ließen ihren Sohn in der St. Mary’s Church in Athlone taufen. Schon Andrew McCormack hatte sich dem Kirchenchor angeschlossen. Auch John McCormack begann im Kirchenchor zu singen; er erhielt seine erste Ausbildung bei Vincent O’Brien als Mitglied des Palestrina-Chors der Kathedrale von Dublin. Bereits 1902 gewann er einen Gesangswettbewerb in Dublin, 1903 errang er eine Goldmedaille beim Feis Ceoil und 1904 sang er bei der Louisiana Purchase Exposition, der Weltausstellung in St. Louis. Dort lernte er seine spätere Frau, Lily Foley, kennen, die er zwei Jahre später heiratete. Aus der Ehe sollten die Tochter Gwendolyn und der Sohn Cyril hervorgehen.
Nach weiteren Studien bei Vincenzo Sabbatini in Mailand debütierte er 1906 als Opernsänger unter dem Namen Giovanni Foli in Savona (Italien) als Fritz in L’Amico Fritz von Pietro Mascagni.
Bereits im Jahre 1907 debütierte er erfolgreich an der Royal Opera Covent Garden in London als Turiddu in Cavalleria rusticana von Mascagni. An diesem Opernhaus feierte er in insgesamt 15 verschiedenen Rollen bis 1914 große Triumphe. Seinen Erstauftritt in Amerika hatte er 1909 am Manhattan Opera House als Alfredo in La Traviata. Danach war er auch in den Vereinigten Staaten sehr erfolgreich. So sang er 1910 für die Chicago-Philadelphia Opera Company und gab im selben Jahr sein Debüt an der New Yorker Metropolitan Opera, wieder als Alfredo in der Traviata. An der Metropolitan Opera sang er dann noch in den Jahren 1912–1914 und 1917–1918. Im Jahr 1911 unternahm er mit der weltberühmten australischen Sopranistin Nellie Melba eine Tournee in Australien. Ab 1912 absolvierte McCormack ausgedehnte Konzerttourneen, bei denen er weltweit bejubelt wurde. Aufgrund der riesigen Erfolge bei seinen Konzerten und seiner mangelnden schauspielerischen Begabung (McCormack selbst bezeichnete sich als „den schlechtesten Schauspieler der Welt“) zog er sich ab 1923 völlig von der Opernbühne zurück und sang nur mehr in Konzerten, in denen er besonders auch irische Volkslieder vortrug. Einer seiner Biographen erklärte, McCormack sei Pavarotti, Madonna und Johnny Carson in einer Person gewesen. Sein Begleiter auf der Violine war zunächst Fritz Kreisler.
Seine große Popularität machte ihn zu einem der bestverdienenden Klassikstars seiner Zeit – seine zahlreichen Schallplattenaufnahmen waren gewaltige Verkaufshits – und brachte ihn auch zum Tonfilm (Song o’ My Heart, 1929). Der aus ärmlichen Verhältnissen stammende Sänger spendete große Summen für wohltätige Zwecke und auch Einrichtungen der katholischen Kirche. Daher wurde McCormack, der 1919 US-amerikanischer Staatsbürger wurde, zum päpstlichen Grafen ernannt. 1938 gab er in der Londoner Royal Albert Hall sein Abschiedskonzert, trat dann aber während des Zweiten Weltkriegs noch gelegentlich bei Wohltätigkeitskonzerten auf.
Ab 1938 lebte er gemeinsam mit seiner Frau wieder in seiner irischen Heimat auf einem Landsitz nahe Dublin. 
1941 sang er anlässlich der Hochzeit seines Sohnes noch einmal.
McCormack wurde auf dem Deansgrange Cemetery südlich von Dublin begraben.
1960 wurde die John McCormack Society gegründet. Seit 2009 besitzt die National Gallery of Ireland das Porträt McCormacks, das William Orpen im Jahr 1923 schuf.

## Stimme und Bedeutung
Seine Stimme war hell-timbriert mit leicht nasal-verhangenem Einschlag und sicherer Höhe. Neben dem großen Enrico Caruso und später Beniamino Gigli galt John McCormack als der bedeutendste Tenor seiner Zeit. Caruso schätzte ihn sehr und sah in McCormack seinen größten Rivalen.

## Diskografie
Es gibt eine sehr große Anzahl von Schallplattenaufnahmen, die von den verschiedensten Plattenlabels auch auf CD neu herausgegeben wurden. Seine Aufnahme der Arie Il mio tesoro aus Don Giovanni gilt in der Fachwelt bis heute als eine Modellaufnahme, wie etwa bei den anerkannten Gesangsexperten Jürgen Kesting und John Steane in ihren Standardwerken über die großen Sänger des 20. Jahrhunderts nachzulesen ist.

## Auszeichnungen
1933 erhielt McCormack die Laetare-Medaille.